# Racemobambos
Racemobambos is een geslacht uit de grassenfamilie (Poaceae). De soorten van dit geslacht komen voor in  Zuidoost-Azië.